# Acomys seurati
Acomys seurati is een knaagdier uit het geslacht der stekelmuizen (Acomys) dat voorkomt in Hoggar, Mouydir en Tassili n'Ajjers in de bergen van Zuid-Algerije. Deze soort behoort tot het ondergeslacht Acomys en is lange tijd beschouwd als een synoniem van de Egyptische stekelmuis (A. cahirinus). Het karyotype (2n=38, FN=68) verschilt echter van dat van de Egyptische stekelmuis (2n=36, FN=68), en ook de morfologie van de kiezen verschilt tussen de twee; om die reden wordt A. seurati tegenwoordig weer als een aparte soort gezien.